# بيتر كاميخو
بيتر كاميخو (بالإنجليزية: Peter Camejo)‏ (و. 1939 – 2008 م) هو سياسي من الولايات المتحدة الأمريكية ولد في مدينة نيويورك.

## التعليم
تعلم في معهد ماساتشوستس للتقنية.

## روابط خارجية
- بيتر كاميخو على موقع الاتحاد الدولي للملاحة الشراعية (موقع جديد) (الإنجليزية)
- بيتر كاميخو على موقع الاتحاد الدولي للملاحة الشراعية (موقع قديم) (الإنجليزية)
- بيتر كاميخو على موقع اللجنة الأولمبية الدولية (الإنجليزية)
- بيتر كاميخو على موقع أوليمبيديا (الإنجليزية)